# Mara (Buddhismus)

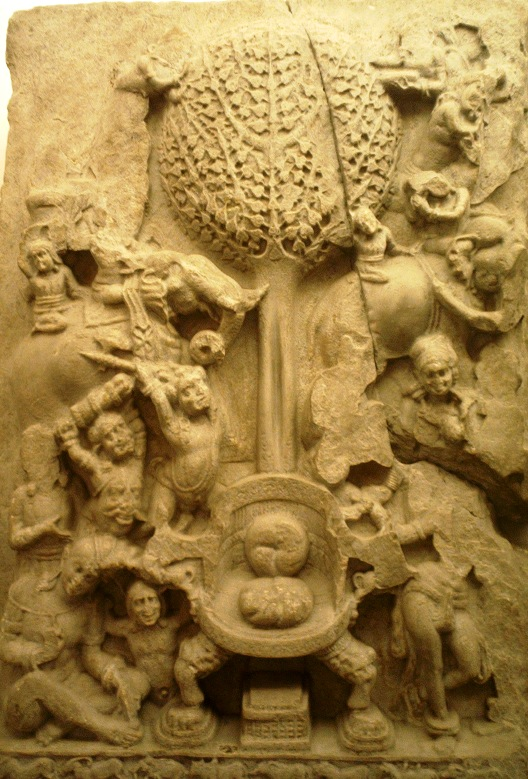
Māras Angriff auf Buddha (symbolisiert durch den Thron); 2. Jahrhundert, Amaravati (Museum Guimet)

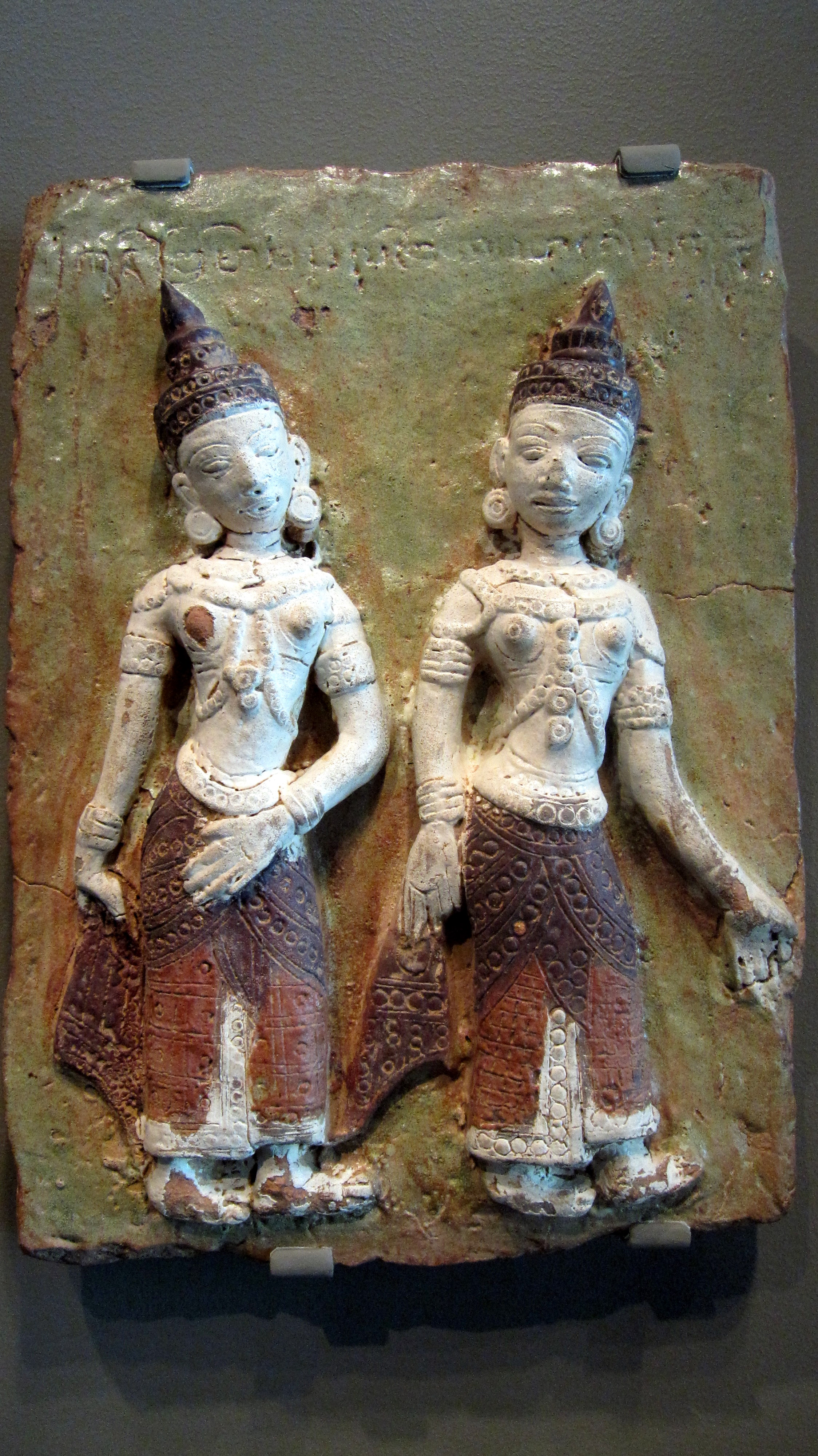
Töchter des Dämons Mara (glasierte Terrakottafliese, 1460–1470, südliches Burma (Myanmar), Asian Art Museum, San Francisco)

Mara (oder Māra) (aus dem Sanskrit abgeleitet von marati, „sterben“, „morden“) ist im Buddhismus das Prinzip des Todes und des Unheils. 
Er stellt ein Symbol der leidvollen Welt des Samsara dar und bildet in seiner Verkörperung des Todes zusammen mit dem Altern das zwölfte Glied der Kette des bedingten Entstehens. Personifiziert wird er als der Versucher beschrieben und so manchmal mit dem christlichen Teufel verglichen. In seiner kosmischen Funktion werden manchmal Parallelen zum sufistischen Teufel gezogen.

## Ursprung und Auftreten
In den Legenden ist Devaputra Māra der Gegenspieler des Buddha Shakyamuni. Als seine Gehilfinnen gelten seine drei Töchter Ratī, die Lust, Aratī, die Unzufriedenheit und Tanhā, die Gier. Er tritt mehrmals in der Lebensgeschichte des Buddhas in Erscheinung. Die bedeutendste Erscheinung ist diejenige unmittelbar vor dessen Erleuchtung (siehe unten). Als Metapher steht Māra für „das, was Leiden verursacht“. In diesem Sinne gehören die fünf Gruppen welthafter Existenz, die sogenannten Skandhas zu ihm, jene Faktoren, die die Anhaftung an ein weltliches, nicht-erleuchtetes Dasein bedingen.
Hermann Oldenberg vermutet einen vorbuddhistischen Ursprung und sieht die ursprüngliche Idee des Māra in der Figur des Todesgottes Mrityu der Kāthaka-Upanishad.

## Māra in der Legende
Als Buddha Shakyamuni unter dem Bodhi-Baum kurz vor der Erleuchtung stand, wandte Māra alle Kräfte auf, um ihn davon abzuhalten. Dazu rief er Erscheinungen wie Armeen von gewalttätigen Kriegern hervor, um ihn wütend zu machen, oder Frauen, die sich ihm hingeben wollten und Reichtümer, um ihn zu verführen. Buddha durchschaute jedoch seine Absichten, da er erkannte, dass alles ihm Angebotene vergänglich und wie eine Illusion ist. In einem letzten Angriff versuchte Māra, den Buddha zum sofortigen Eintritt ins Nirwana zu überreden. Dieser lehnte jedoch ab, da er zunächst Schüler finden wollte, um seiner Lehre die Verbreitung zu ermöglichen. Māra selbst versank in einer Pfütze, die Illusion wurde von der Erleuchtung Buddhas wie mit einem Diamanten (vgl. Diamant-Sutra) zerschnitten.